# ألبوين ملك اللومبارد
ألبوين (عقد 530 - 28 يونيو 572) كان ملك اللومبارد من حوالي 560 حتى 572. خلال فترة حكمه انتهت هجرة اللومبارد باستيطانهم إيطاليا، في الجزء الشمالي الذي غزاه ألبوين بين 569 و 572.